# Brånasjön (Kyrkhults socken, Blekinge, vid Röshult)
Brånasjön är en sjö i Olofströms kommun i Blekinge och ingår i Mörrumsåns huvudavrinningsområde.